# Сінчук Лариса Павлівна
Сінчук Лариса Павлівна (нар. 9 серпня 1965) — українська волейболістка, заслужений майстер спорту України. Бронзова призерка Літніх Паралімпійських ігор 2012 року.
Займається у секції волейболу Київського міського центру «Інваспорт».

## Державні нагороди
- Орден княгині Ольги II ст. (17 вересня 2012) — за досягнення високих спортивних результатів на XIV літніх Паралімпійських іграх у Лондоні, виявлені мужність, самовідданість та волю до перемоги, піднесення міжнародного авторитету України[2]
- Орден княгині Ольги III ст. (24 лютого 2005) — За досягнення високих спортивних результатів, здобуття першого загальнокомандного місця на XX літніх Дефлімпійських іграх, піднесення міжнародного престижу України[3]